# ボックスエルダー郡 (ユタ州)
ボックスエルダー郡（英: Box Elder County）は、アメリカ合衆国ユタ州の北西隅に位置する郡である。人口は5万7666人（2020年）。郡庁所在地はブリガムシティであり、同郡で人口最大の都市である。グレートソルト湖の北端に位置し、北はアイダホ州に、西はネバダ州に接し、面積ではユタ州でも4番目の広大な地域が入っている。その大半は不毛の砂漠であり、また対照的に高く樹木に覆われた山岳がある。郡の南東境界は州内でも都市化の進んだ地域であるワサッチフロントに沿っており、ここに郡内の主要都市が固まっている。郡名は郡内に豊富にあるトネリコバノカエデの木から採られた。
ボックスエルダー郡はブリガムシティ小都市圏に属しており、またソルトレイクシティ・オグデン・クリアフィールド広域都市圏にも入っている。

## 地理
アメリカ合衆国国勢調査局に拠れば、郡域全面積は6,729平方マイル (17,428.0  km2)であり、このうち陸地は5,723平方マイル (14,822.5 km2)、水域は1,006平方マイル (2,605.5 km2)で水域率は14.95％である。
郡東部にはワサッチ山脈の支脈であるウェルズビル山脈がある。郡西部は広大でほとんど人の住まない砂漠地帯である。グレートソルト湖が郡南部にある。州間高速道路15号線が東部を南北に走り、ブリガムシティ付近では州間高速道路84号西線と合流している。トレモントンで分岐して84号線は北西のスノービルを通ってアイダホ州に入る。15号線は北のプリマスとポーテージを過ぎてアイダホ州に入る。

### 隣接する郡
- キャッシュ郡 - 東
- ウィーバー郡 - 南東
- トゥーイル郡 - 南
- エルコ郡 (ネバダ州) - 西
- カシア郡 (アイダホ州) - 北
- オナイダ郡 (アイダホ州) - 北

### 国立保護地域
- ベア川渡り鳥保護区
- カリブー・ターギー国立の森（部分）
- ゴールデンスパイク国立歴史史跡 - 最初の大陸横断鉄道が開通し、ゴールデン・スパイクが打ち込まれた所
- ソートゥース国立の森（部分）
- ワサッチ・キャッシュ国立の森（部分）

## 人口動態
以下は2000年の国勢調査による人口統計データである。
| 基礎データ - 人口: 49,975人 - 世帯数: 16,058 世帯 - 家族数: 12,891 家族 - 人口密度: 3.37人/km2（8.73人/mi2） - 住居数: 17,326軒 - 住居密度: 1.17軒/km5（3.03軒/mi2） 人種別人口構成 - 白人: 91.77% - アフリカン・アメリカン: 0.34% - ネイティブ・アメリカン: 0.82% - アジア人: 0.89% - 太平洋諸島系: 0.17% - その他の人種: 3.77% - 混血: 2.24% - ヒスパニック・ラテン系: 8.31% | 年齢別人口構成 - 20歳未満: 36.60% - 20-24歳: 5.55% - 25-44歳: 25.37% - 45-64歳: 21.35% - 65歳以上: 11.13% - 年齢の中央値: 30.6歳 - 性比（女性100人あたり男性の人口） - 総人口: 101.59 - 18歳以上: 96.61 世帯と家族（対世帯数） - 18歳未満の子供がいる: 41.32% - 結婚・同居している夫婦: 67.44% - 未婚・離婚・死別女性が世帯主: 8.69% - 非家族世帯: 19.72% - 単身世帯: 17.16% - 65歳以上の老人1人暮らし: 7.39% - 平均構成人数 - 世帯: 3.09人 - 家族: 3.50人 |

## 都市と町

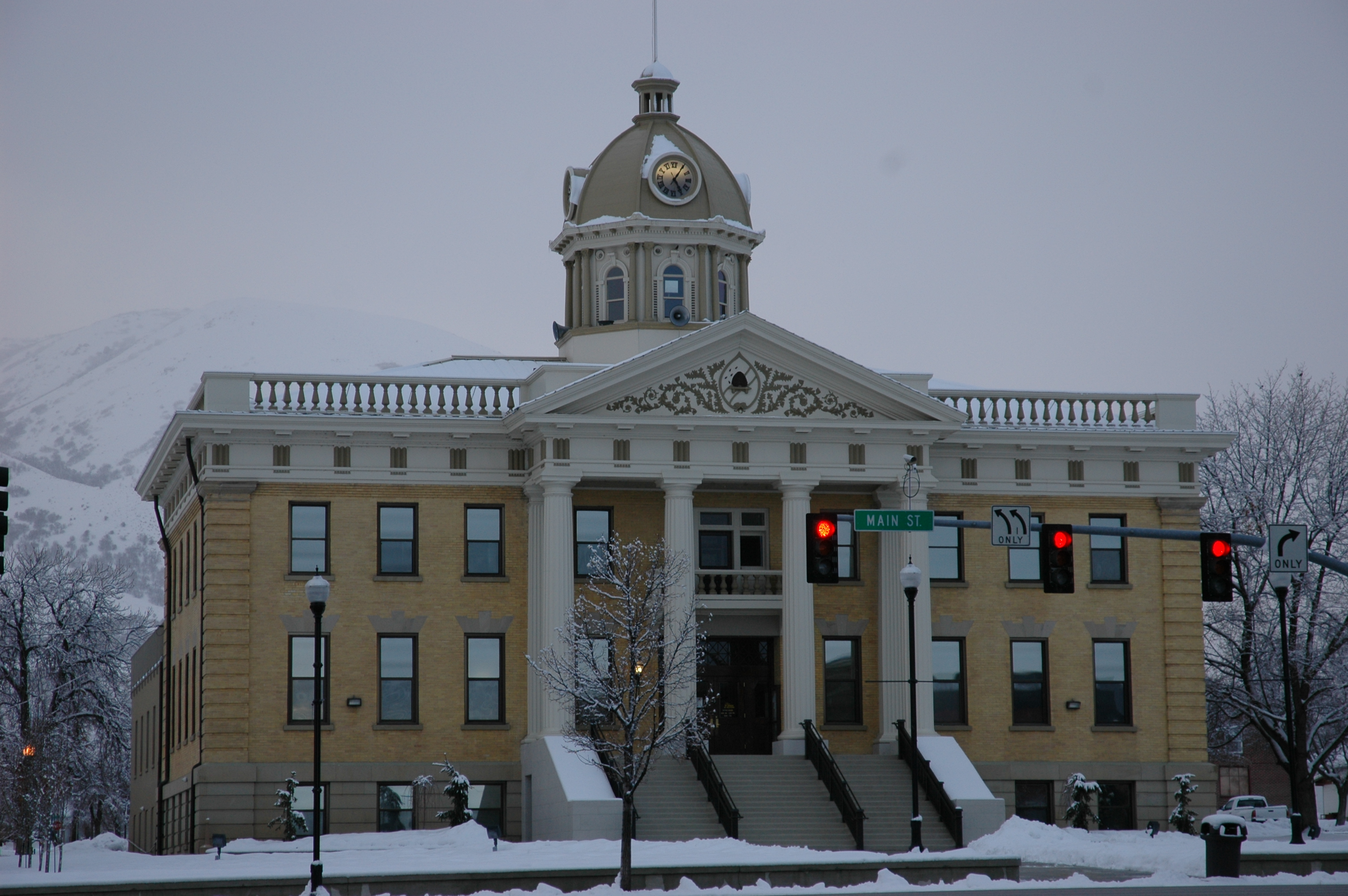
ボックスエルダー郡庁舎

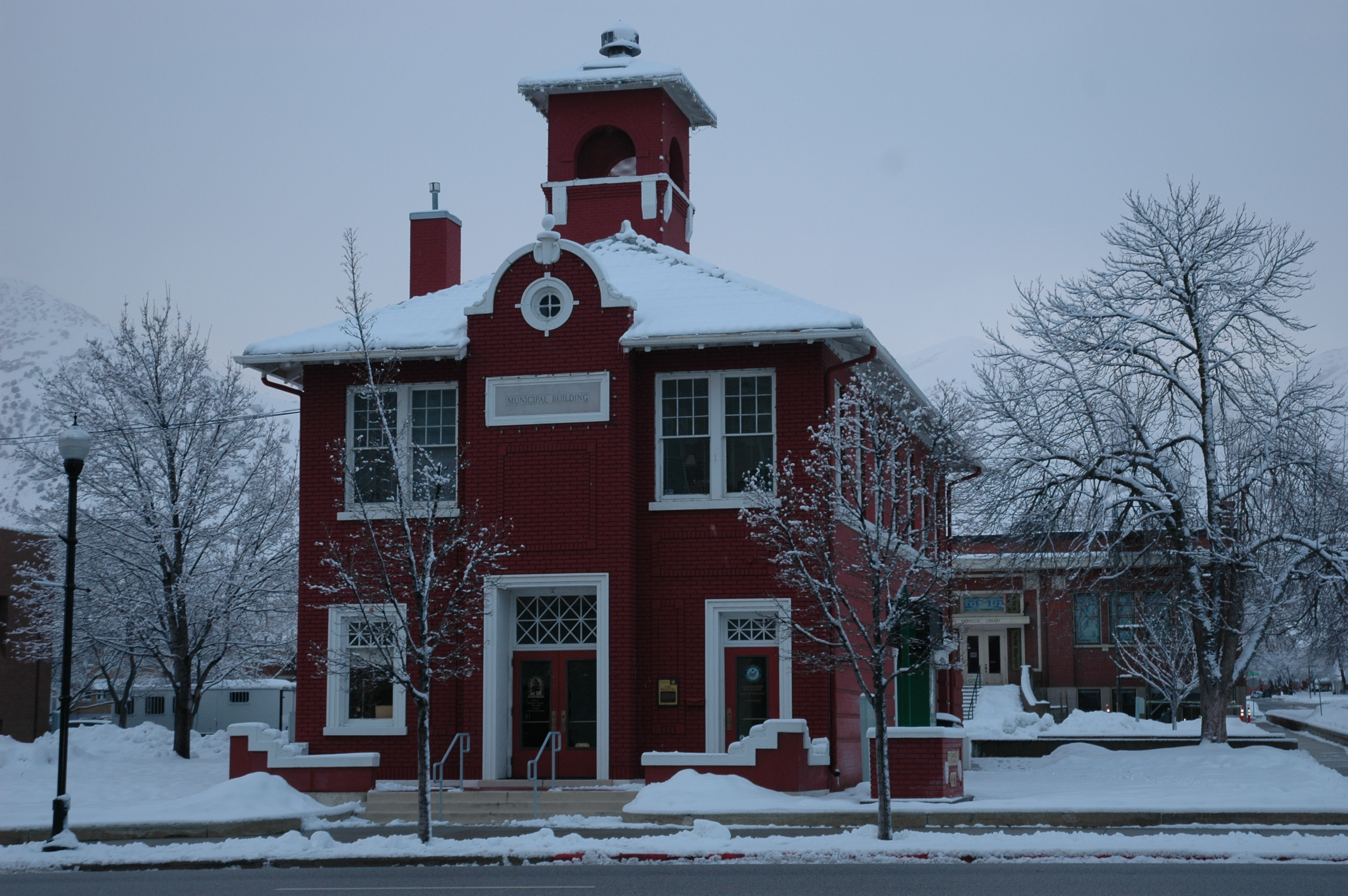
ブリガムシティ市役所

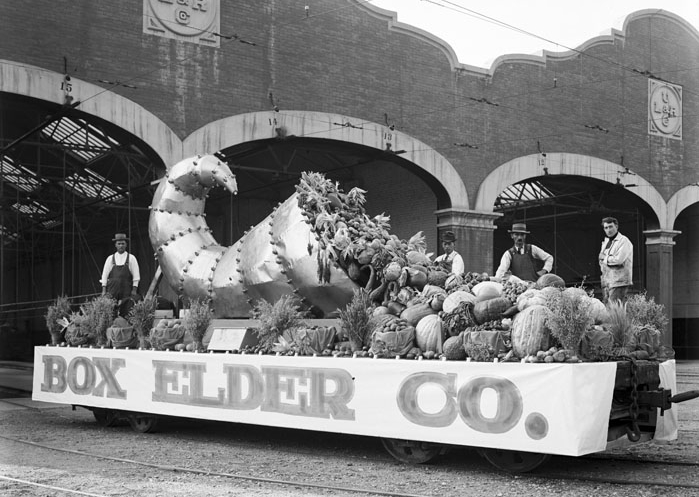
ボックスエルダー郡の山車、1912年

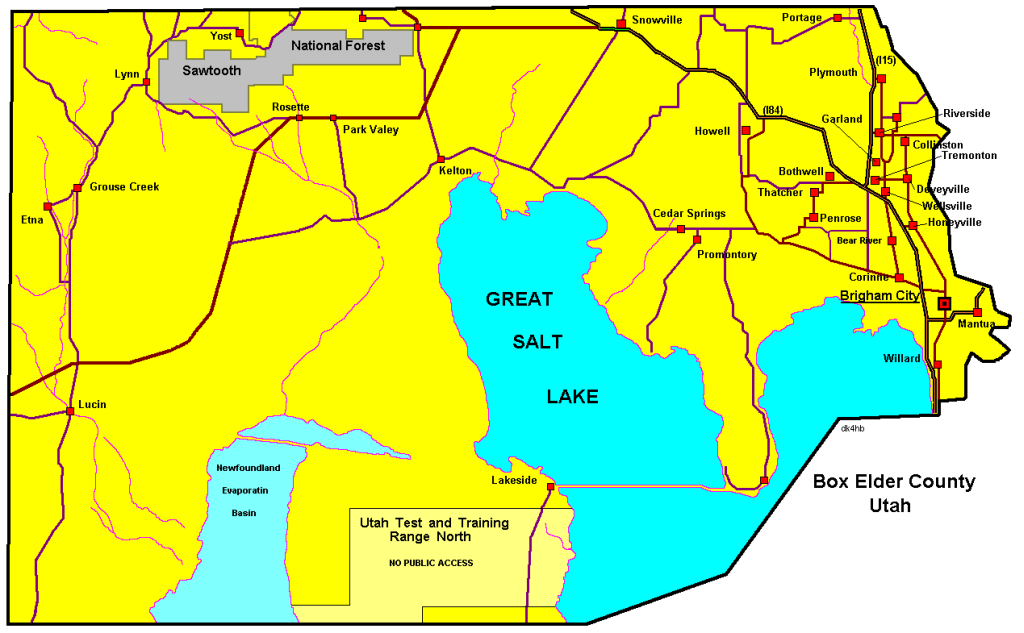
郡内詳細

### 法人化された地域
都市名の後のカッコ内は法人化された年を示す。
- ブリガムシティ - 郡庁所在地
- ベアリバーシティ（1886年）
- コリン（1870年）
- デューイビル（1969年）
- エルウッド（1933年）
- フィールディング（1911年）
- ガーランド
- ハニービル（1916年）
- ハウェル（1941年）
- マントゥア（1911年）
- ペリー（1911年）
- プリマス（1933年）
- ポーテージ（1922年）
- スノービル（1933年）
- トレモントン（1895年）
- ウィラード（1870年）

### 国勢調査指定地域
- リバーサイド
- サウスウィラード
- サッチャー

### その他の町
- ブルークリーク
- ボスウェル
- コリンストン
- エトナ
- グラウスクリーク
- ケルトン
- ルーシン
- パークバレー
- ペンローズ
- プロモントリー
- テラス
- ヨスト

## 教育
郡内に小学校は15校、中学校4校、高校はボックスエルダー高校など3校、特殊学校2校がある。